# Septante et un
Pour le nombre, voir 71 (nombre).
Septante et un est un jeu télévisé belge présenté par Jean-Michel Zecca sur RTL-TVI. Le but du candidat est d'éliminer les 70 personnes du public à l'aide de dix questions de son choix auxquelles lui-même et le public devront répondre.
Lancé le 4 août 2003, le jeu diffuse son 4000e numéro le 16 janvier 2019 avec une spéciale Télévie et Maria Del Rio comme candidate unique.
Le concept est distribué par Headstrong Entertainment sous le titre Beat the Crowd à destination du marché international. Dans la version française, l'émission est présentée par Vincent Perrot sous le nom de Un contre tous durant l'été 2005 sur France 3. A ce jour, aucune autre chaîne étrangère n'a acheté le format.

## Déroulement du jeu
Dans les premières saisons du jeu, le candidat unique était sélectionné lors des auditions régionales se déroulant dans l'ensemble de la Belgique francophone. Ces auditions se déroulaient simultanément aux sélections (auditions) des candidats du public, les membres du casting choisissant une réserve de candidats uniques convoqués lors de chaque journée de tournage. Une journée de tournage typique comporte l'enregistrement de 6 émissions avec le même public, les candidats uniques n'apparaissant chacun que dans leur propre émission. Comme les émissions n'ont aucun ordre prédéfini, les émissions enregistrées lors d'une journée de tournage sont ensuite diffusées mélangées à celles issues d'autres journées de tournage afin que les téléspectateurs ne reconnaissent pas les participants d'une journée à l'autre.
Du lundi 2 janvier 2012 au vendredi 15 mai 2020, le public se composait de 71 personnes en début d'émission, et le candidat unique était sélectionné parmi elles pour affronter les 70 autres. Du 2 janvier 2012 au 14 avril 2017, cela se faisait par une question de rapidité à trois propositions. Du 14 avril 2017 au 28 avril 2020, le candidat unique était directement sélectionné dans le public par l'ordinateur en début d'émission. Depuis le lundi 18 mai 2020, le candidat unique est à nouveau sélectionné séparément, les 70 membres du public jouant en distanciel depuis chez eux. Depuis le lundi 28 août 2023 et le retour du public en présentiel, le candidat unique est à nouveau sélectionné par la production de l'émission après des castings, comme avant 2012.
Ce candidat affronte un public de 70 personnes, qui vont, comme lui, répondre à dix questions de culture générale dans un temps imparti de sept secondes pour chacune. Lorsqu'un membre du public donne une mauvaise réponse ou ne répond pas dans le temps imparti, il est éliminé. 
Chaque bonne réponse du candidat unique augmente la cagnotte du jour (voir section "Les gains"). En revanche, s'il se trompe, la cagnotte ne monte pas, et l'ordinateur sélectionne au hasard une personne éliminée dans le public pour la remettre en jeu.
Le candidat unique a le privilège de choisir les questions du jour. De la première à la sixième question, il doit choisir un thème parmi trois proposés, derrière lesquels se cachent les questions. À partir de la septième question, le candidat choisit directement parmi trois questions précises, ce qui lui donne dès lors un avantage sur le public afin d'éliminer ce dernier.
Si une ou plusieurs personnes du public n'ont pas été éliminées à l'issue de la 10e question, elles sont désignées gagnantes de la partie et se partagent la cagnotte amassée par le candidat qui lui remporte 10 € par personne éliminée.
Depuis le 2 janvier 2012, à la fin du jeu, si et seulement si le candidat unique a réussi à éliminer les 70 personnes du public, Jean-Michel Zecca lui propose le "Quitte ou double". Le candidat aura alors la possibilité de doubler sa cagnotte par une 11e question qu'il pourra choisir à nouveau parmi trois questions précises. En cas de bonne réponse, il doublera sa cagnotte. En cas de mauvaise réponse, il repartira les mains vides, c'est-à-dire avec 0 €. 
Depuis le 28 août 2023, si un seul candidat dans le public sort vainqueur au terme de la 10e question, et ce qu'il ait fait un sans faute ou pas, celui-ci peut également tenter le Quitte ou double, avec les mêmes règles que pour le candidat unique.

## Les gains
Chacune des trois premières questions rapporte 100 € à condition que le candidat y réponde correctement. Les autres questions rapportent successivement 200 € pour la 4e, 5e et 6e question, 400 € pour la 7e, 8e et 9e et enfin 500 € pour la dernière en cas de bonne réponse. Le candidat peut donc accumuler un montant de 2 600 € grâce aux 10 questions. Grâce au Quitte ou double, le candidat pourra remporter un maximum de 5 200 €.
Le lot de consolation pour un candidat unique perdant est de 10 € par candidat éliminé (jusqu'à 690 € pour 69 personnes éliminées).
Le 15 août 2023 une candidate nommée Pauline Maréchal a gagné la somme maximale de 5200 €. Il s'agit de la première candidate à avoir gagné la somme maximale en 20 ans d'émission.
Le 1er septembre 2023, un candidat du public prénommé Pascal repart avec la somme de 4000 €, il s'agit à la fois de la plus grosse somme offerte à un membre du public, et de la première fois qu'un candidat dans le public tente le Quitte ou double.

## Le blik
Le blik est un joker que le candidat peut utiliser une fois à sa guise entre la 4e et la 9e question. Le blik permet au candidat de visionner les réponses du public. Il a ensuite trois possibilités : soit garder sa réponse, soit modifier sa réponse, soit même changer de question (il devra alors choisir l'une des deux autres du même niveau).

## Avec les humoristes
Lors du premier Pirette Show, le show de François Pirette maintenant disparu des écrans, Pirette a participé à une émission-sketch de Septante et Un en compagnie de Jean-Michel Zecca sur le plateau du Septante et Un en interprétant un candidat très spécial.
Dans l'émission Ça vous fait rire ?, Jean-Michel Zecca y parodiait ce jeu, en opposant deux personnalités belges du monde politique, sportif ou de la chanson et qui furent interprétés par André Lamy, Albert Cougnet et Bernard Lefrancq.

## Un contre tous
L'émission a été adaptée en France et présentée par Vincent Perrot sous le titre Un contre tous du 27 juin 2005 au 2 septembre 2005 sur France 3. Le concept a été acheté par Réservoir Prod (Jean-Luc Delarue). Afin de faire des économies sur la construction des décors, les émissions françaises ont été tournées en Belgique. Les candidats français étaient acheminés par cars. La première émission réalise 7,8 % de part de marché. La version française du jeu n'a pas eu le même succès que le jeu belge.

## Équivalents étrangers
Le principe de Septante et un est voisin de celui de l'émission 1 contre 100, diffusée sur TF1, qui faisait participer 101 candidats.
Aux États-Unis un jeu appelé 1 vs 100 est du même principe.
Lors de l’été 2012, une adaptation est également diffusée sur TF1 et présentée par Jean-Luc Reichmann, il s'agit de Au Pied du Mur!

## Informations complémentaires
- 7 + 1 tuyaux sur le Septante et Un sur dhnet.be
- Dans les coulisses de Septante et un sur dhnet.be